# Quao nước
Quao nước (danh pháp khoa học: Dolichandrone spathacea)  là một loài thực vật có hoa trong họ Chùm ớt. Loài này được (L.f.) Seem. miêu tả khoa học đầu tiên năm 1863.